# Бек, Гвидо
Гвидо Бек (29 августа 1903 — 21 октября 1988) — германский физик.

## Биография
Родился в Богемии, затем семья некоторое время жила в Швейцарии, где отец Гвидо работал директором британской торговой фирмы в Цюрихе. В Швейцарии Гвидо учился в гимназии.
Изучал физику в Вене и в 1925 году получил учёную степень доктора, под руководством Ханса Тирринга. С 1928 года Бек работал в Лейпциге помощником Вернера Гейзенберга. В связи с неспокойной политической обстановкой в Европе в 1930-е годы, его собственной тягой к переменам и конечно в связи с преследованиями в Германии со стороны НСДАП, заставили Бека, имевшего еврейское происхождение, путешествовать в эти годы. Он работал в Праге, в США, в Японии.
В 1935 году Бека приглашает работать в Советский Союз директор Института физики при Одесском университете Елпидифор Кириллов по рекомендации академика Иоффе. В Одесском университете Бек заведовал кафедрой теоретической физики и читал курс теоретической физики на немецком языке; лекции синхронно переводили на украинский язык ассистенты Ю. Г. Векштейн, Л. А. Манакин. В 1936—1937 годах Бек возглавлял кафедру теоретической механики в Институте инженеров водного транспорта в Одессе. Из шести его одесских учеников двое — Я. Б. Дашевский и А. С. Кудин — погибли во время Второй мировой войны, четверо — В. В. Маляров, М. М. Альперин, Г. В. Скроцкий и П. Е. Немировский — стали профессорами в Одессе и Москве. 

## Эмиграция
В 1937 году Бек переехал во Францию, где он был заключён в тюрьму после начала Второй мировой войны. В 1941 году Бек бежал в Португалию, а в 1943-м — эмигрировал в Аргентину.
За время работы в Аргентине профессор Бек не только подготовил ряд физиков, в том числе Хосе Антонио Балсейро (José Antonio Balseiro), но и оказал глубокое влияние на развитие физике в этой стране. В 1951 году он переехал ещё раз, на этот раз в Бразилию, где также оказал ощутимое влияние на развитие науки.
В 1962 году, после смерти Балсейро, Бек был приглашён в Аргентину, где продолжил свою работу в Институте Балсейро.
В 1975 году он вернулся в Бразилию, где работал в Centro Brasileiro de Pesquisas Físicas (CBPF).
Помимо оказания большого влияния в качестве учителя на новое поколение физиков Южной Америки, Гвидо Бек внёс вклад в теорию бета-распада, которая впоследствии была заменена более полной теорией Ферми.
Гвидо Бек также был другом знаменитого писателя Эрнеста Сабато.
Погиб в автомобильной катастрофе в Рио-де-Жанейро в 1988 году.

## Труды
- Energiesatz und Reversibilität der Elementarprozeß // Zeitschrift für Physik. — 1933. — Bd. 84.
- The present state of the Neutrino Hypothesis // Phys. Rev. — 1935. — Vol. 47.
- Structure of heavy elementary particles // Nature. — 1938. — Vol. 141
- Nuclear levels of the compound Li5 // Phys. Rev. — 1942. — Vol. 61
- Remarks on the fine structure of «positronium» // Phys. Rev. — 1946. — Vol. 69.